# Луї Жорж де Контад
Луї Жорж Еразм де Контад (фр. Louis Georges Érasme de Contades; 2 жовтня 1704 — 19 січня 1795) — військовий діяч Французького королівства, маршал Франції.

## Життєпис
Походив зі шляхетського роду Контад. Молодший син Гаспара де Контада, генерал-лейтенанта, та Мадлен-Франсуаза Грешпін де Ла Шабослей. Народився 1704 року у замку Монжоффруа, поблизу містечка Мазе. 1719 року поступив до королівської гвардії.
1724 року оженився з представницею роду Магон де Ла Ланд. 1729 року стає капітаном Фландрського піхотного полку. 1734 року стає полковником цього полку. Того ж року очолює Овернський полк. Брав участь у Війні за польську спадщину. Дістав поранення у битві біля Парми. В подальшому захопив замок Колорно, отримав нове поранення біля Гуасталли. 18 жовтня 1734 року отримав звання бригадира. 1735 року після смерті батька став шостим маркізом де Контадом.
1738 року разом з Овернським полком перебував на Корсиці, де придушував заворушення проти Генуезької республіки. У квітні 1739 року повернувся до Франції.
1740 року підвищено до табірного маршала. Брав участь у Війні за австрійську спадщину. Спочатку діяв в Фландрії, потім захищав Бретань від британського десанту. 1742 року брав участь у поході до Богемії. 1743 року у битві біля Деттінгену зазнав поранення, повернувшись на лікування до Франції
1744 року брав участь в облогах фортець Менін, Іпр і Фурне, потім Фрібургу. 1745 року стає генерал-лейтенантом. Невдовзі отримав призначення генерального інспектора піхоти. Того ж року очолив облогу фортеці Турне в Австрійських Нідерландах. В подальшому відзначився при облогах Ньюпорта, Остенде і Брюгге. 1746 року в битві при Рокурі керував резервом. У 1747 році відзначився у поході армії Вольдемара де Ловендаля до Голландії, відзначився у битві біля Лауфельда та захопленні фортеці Берг-оп-Зум. У 1748 року брав участь в облозі Маастрихту.
Брав участь у Семирічній війні. Спочатку очолював Фор-Луї в Ельзасі. 1757 року в битві при Хастенбеку (тут французи здобули перемогу) керував передньою лінією піхоти. В червні 1758 року брав участь у битві біля Крефельда, де французи зазнали поразки.
Після цього Луї Жорж де Контаду було довірено самостійне командуваннята надано звання маршала Франції. Очолив Рейнську армією, з якою зайняв Вестфалію і Гессен-Кассель, погрожуючи Ганноверу. В тому 1759 року став кавалером Ордену Святого Духа. Втім у битві біля Міндена 1 серпня того року зазнав поразки від англо-прусського війська Фердинанда Брауншвейзького, внаслідок чого залишив захоплені території, відступивши до Рейну. Невдовзі втратив посаду головнокомандуючого.
1762 року призначено губернатором Ельзасу. На цій посаді перебував до 1783 року. 1788 року після смерті Луї Антуан де Гонто-Бірона стає дуаєном маршалів Франції. В томуж році призначено губернатором Лотарингії. Помер 1795 року в Ліврі.

## Родина
Дружина — Марі-Франсуаза Ніколь, донька Франсуа-Огюста Магона з Ла-Ланда, директора Французької Ост-Індійської компанії
Діти:
- Жорж Гаспар (1726—1794), бригадир
- Адріен Моріс (1736)
- Франсуаза Гертруда

2 бастарди